# Aeroportul Silgadi Doti
Aeroportul Silgadi Doti (IATA: SIH, ICAO: VNDT) este un aeroport din Doti District⁠(d), Sudurpashchim Province⁠(d), Nepal.
aeroportul dispune de o singură pistă.